# Acrocrypta violaceicuprea
Acrocrypta violaceicuprea is een keversoort uit de familie bladkevers (Chrysomelidae). De wetenschappelijke naam van de soort werd in 2007 gepubliceerd door Wang in Wang & Li.